# Auffargis
Auffargis ([ofaʁʒis] ) est une commune française située dans le département des Yvelines en région Île-de-France.

## Géographie

### Situation
La commune d'Auffargis se trouve dans le centre-sud des Yvelines, en bordure nord-est de la forêt de Rambouillet, à onze kilomètres de Rambouillet et à 27 kilomètres au sud-ouest de Versailles. Elle fait partie du parc naturel régional de la Haute Vallée de Chevreuse.

### Communes limitrophes
|                       | Les Essarts-le-Roi         |                          |
| Le Perray-en-Yvelines | Auffargis                  | Senlisse Cernay-la-Ville |
|                       | Vieille-Église-en-Yvelines | La Celle-les-Bordes      |

Les communes limitrophes sont Les Essarts-le-Roi au nord et nord-est, Senlisse à l'est sur environ 300 m, Cernay-la-Ville au sud-est, La Celle-les-Bordes au sud-sud-est, Vieille-Église-en-Yvelines au sud-ouest et Le Perray-en-Yvelines au sud-ouest.

### Hydrographie
L'hydrographie est marquée par le ru des Vaux-de-Cernay. Ce ruisseau, qui s'écoule d'ouest en est sur une dizaine de kilomètres, reçoit les émissaires des étangs de Hollande et de l'étang du Perray, puis se jette dans l'Yvette à Dampierre-en-Yvelines.
Le plateau dans le sud de la commune est parcouru par des « rigoles » creusées au XVIIe siècle qui assurent le drainage des terres agricoles et participaient autrefois à l'alimentation en eau du parc de Versailles.

### Transports et voies de communications

#### Réseau routier
La desserte de la commune est assurée principalement par la route départementale no 24, orientée est-ouest, qui emprunte la vallée des Vaux-de-Cernay et traverse le village, le reliant à Cernay-la Ville vers l'est et à la RD 910 vers l'ouest. Cette dernière, qui est un tronçon déclassé de la RN 10, longe la limite ouest de la commune et donne accès à la RN 10 à proximité.
La route départementale no 61, sensiblement parallèle à la RD 24, traverse le sud de la commune et dessert le bourg de Saint-Benoît.

#### Desserte ferroviaire
La station ferroviaire la plus proche est la gare du Perray, située à trois kilomètres environ à l'ouest du village, desservie par des trains de la ligne N du Transilien (branche Paris - Rambouillet).

#### Bus
La commune est desservie par les lignes 08, 12, 36-15, 39, 39.003, 39.203, 39.303 et 39.36 du réseau de bus Centre et Sud Yvelines.
Un sentier de grande randonnée, le GR 1 (tour de l'Île-de-France) traverse la commune en suivant le cours du ru des Vaux-de-Cernay. La commune dispose aussi de chemins de randonnée dédiés à l’équitation.

### Climat
Pour des articles plus généraux, voir Climat de l'Île-de-France et Climat des Yvelines.
En 2010, le climat de la commune est de type climat océanique dégradé des plaines du Centre et du Nord, selon une étude du CNRS s'appuyant sur une série de données couvrant la période 1971-2000. En 2020, Météo-France publie une typologie des climats de la France métropolitaine dans laquelle la commune est exposée à un climat océanique altéré et est dans la région climatique Sud-ouest du bassin Parisien, caractérisée par une faible pluviométrie, notamment au printemps (120 à 150 mm) et un hiver froid (3,5 °C).
Pour la période 1971-2000, la température annuelle moyenne est de 10,7 °C, avec une amplitude thermique annuelle de 14,9 °C. Le cumul annuel moyen de précipitations est de 672 mm, avec 10,7 jours de précipitations en janvier et 7,9 jours en juillet. Pour la période 1991-2020, la température moyenne annuelle observée sur la station météorologique la plus proche, située sur la commune de Saint-Léger-en-Yvelines à 9 km à vol d'oiseau, est de 11,0 °C et le cumul annuel moyen de précipitations est de 706,3 mm,. Pour l'avenir, les paramètres climatiques de la commune estimés pour 2050 selon différents scénarios d'émission de gaz à effet de serre sont consultables sur un site dédié publié par Météo-France en novembre 2022.

## Urbanisme

### Typologie
Au 1er janvier 2024, Auffargis est catégorisée petite ville, selon la nouvelle grille communale de densité à sept niveaux définie par l'Insee en 2022.
Elle est située hors unité urbaine. Par ailleurs la commune fait partie de l'aire d'attraction de Paris, dont elle est une commune de la couronne,. Cette aire regroupe 1 929 communes,.

### Occupation des solssimplifiée
Le territoire de la commune se compose en 2017 de 89,17 % d'espaces agricoles, forestiers et naturels, 4,19 % d'espaces ouverts artificialisés et 6,64 % d'espaces construits artificialisés.
L'espace rural comprend environ 60 % de bois, quelques étangs, et pour le reste est consacré à l'agriculture et à l'élevage.
L'espace construit occupe 5 % du territoire. L'habitat, composé exclusivement d'habitations individuelles, se répartit entre le village situé dans le nord-ouest de la commune, qui s'est relativement accru par la création de plusieurs lotissements autour du noyau ancien, quelques maisons dispersées à la limite ouest près du Perray-en-Yvelines, et le bourg de Saint-Benoît, situé dans le sud-est de la commune, à environ quatre kilomètres du centre du village. Plusieurs fermes sont dispersées surtout dans la partie sud de la commune.
Les zones d'activités occupent alors  7 % du territoire, soit dix hectares, sous forme de parcelles dispersées.

### Occupation des sols détaillée
Le tableau ci-dessous présente l'occupation des sols de la commune en 2018, telle qu'elle ressort de la base de données européenne d'occupation biophysique des sols Corine Land Cover (CLC).
| Type d’occupation                                                                   | Pourcentage | Superficie (en hectares) |
| ----------------------------------------------------------------------------------- | ----------- | ------------------------ |
| Tissu urbain discontinu                                                             | 7,0 %       | 122                      |
| Terres arables hors périmètres d'irrigation                                         | 27,3 %      | 474                      |
| Vergers et petits fruits                                                            | 1,0 %       | 18                       |
| Prairies et autres surfaces toujours en herbe                                       | 5,5 %       | 96                       |
| Systèmes culturaux et parcellaires complexes                                        | 5,0 %       | 86                       |
| Surfaces essentiellement agricoles interrompues par des espaces naturels importants | 1,4 %       | 24                       |
| Forêts de feuillus                                                                  | 49,2 %      | 852                      |
| Forêts de conifères                                                                 | 3,6 %       | 62                       |
| Source : Corine Land Cover                                                          |             |                          |

### Lieux-dits et hameaux
La commune comprend le bourg de Saint-Benoît.

## Toponymie
Le nom de la localité est attesté sous les formes in Ulfrasiagas en 768, Offergiz au XIIIe siècle, Offergis  en 1124, Oferges en 1197, Ulfarciagae en 1268, Aufergiae en 1268, Aufargis, Le Fargis, Auffergis en 1382 et enfin Auffargis en 1793.
Albert Dauzat et Charles Rostaing qui ne rapportent que la forme ancienne Aufergiae de 1268, ont vu dans ce toponyme le nom d'homme germanique Audfrid, suivi du suffixe -iacum de propriété. Ernest Nègre qui cite la forme guère plus ancienne Offerges de 1197 leur emboite le pas avec un nom de personne germanique peu différent Auffredus, qu'il latinise en -us, non sans y mettre quelque réserve. Il reprend l'idée du suffixe -iacum, mais pour expliquer la terminaison anormale -is, alors qu'on attendrait -y, il propose une attraction des autres noms de lieux terminés par -is.
Or, si les formes les plus anciennes s'avèrent correctes, elles s'opposent à cette interprétation. En effet il s'agit plutôt du nom d'homme germanique Ulfrid (autrement Ulfredus), suivi du suffixe -iacas, féminin pluriel du suffixe -iacum et employé postérieurement à celui-ci. Il est généralement combiné à un nom de personne germanique, ce qui se vérifie ici. Le suffixe iacas a généralement abouti à la terminaison -ies (particulièrement répandue dans le nord et la Belgique), mais parfois aussi à -is comme dans Hennezis (Eure, *Hanniciacas à comparer avec Ulferciacae / Olferciagas) ou -ez (Eure, Dardees 1203 à comparer avec Oferges 1197).
Les lieux-dits : Roche Chauffée et Trou d'Enfer viennent étayer l'existence du travail du fer. La  présence de ferriers ou de charbonnières, à proximité des habitats et des taillis, témoigne d’une métallurgie artisanale.

## Histoire
Une nécropole présumée franque a été découverte en 1846 à Auffargis.
Dépendance de l'abbaye des Vaux-de-Cernay au XIe siècle, le territoire d'Auffargis est propriété du XIVe   au   XIIe siècle de la famille d'Angennes.
De 1870 aux années 1950, la famille Rothschild joue un rôle important.

## Politique et administration

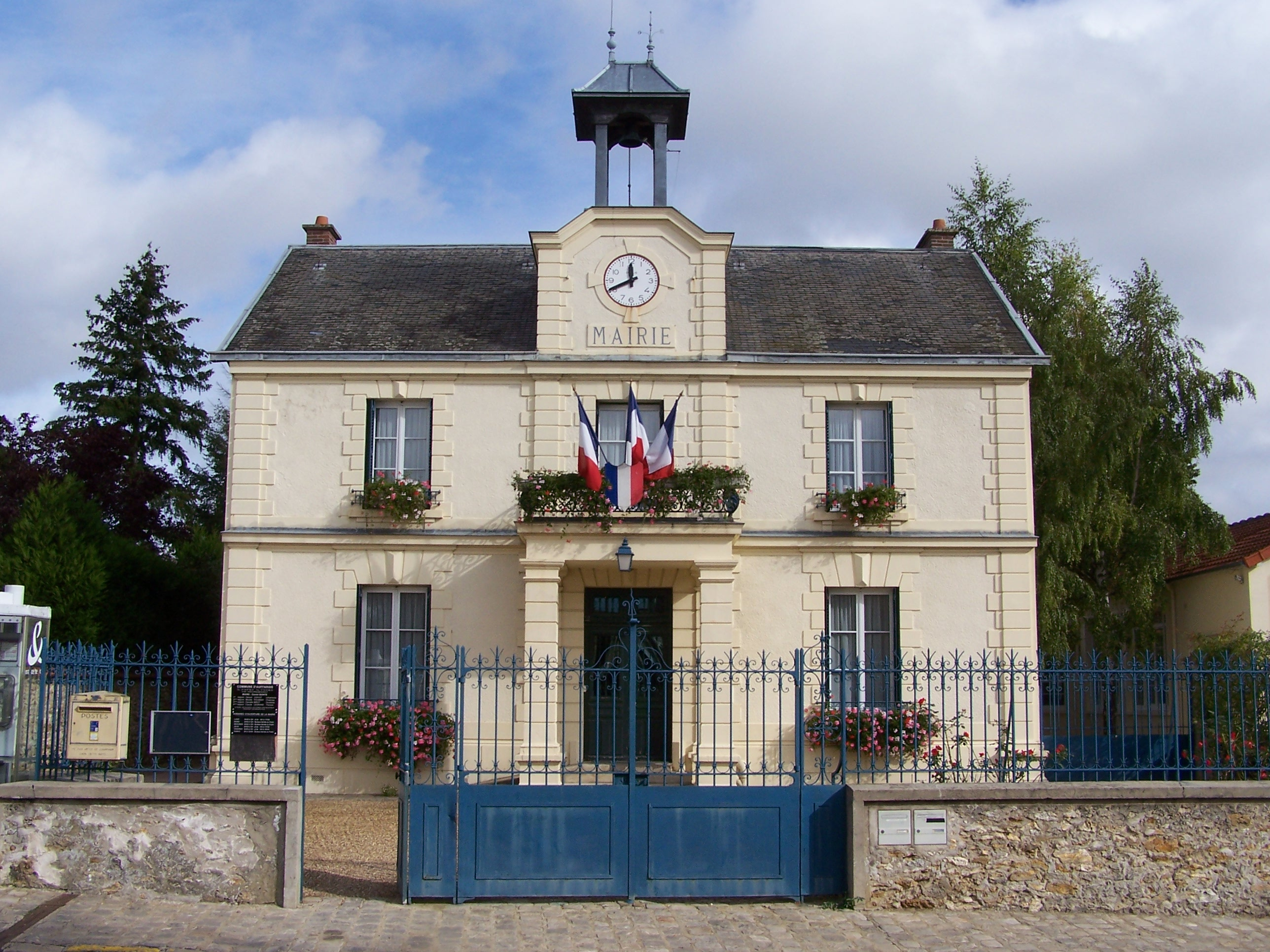
La mairie.

### Rattachements administratifs et électoraux
Antérieurement à la loi du 10 juillet 1964, la commune faisait partie du département de Seine-et-Oise. La réorganisation de la région parisienne en 1964 fit que la commune appartient désormais au département des  Yvelines et à son arrondissement de Rambouillet, après un transfert administratif effectif au 1er janvier 1968.
Elle fait partie depuis 1801 du canton de Rambouillet. Dans le cadre du redécoupage cantonal de 2014 en France, ce canton, dont la commune est toujours membre, est modifié, passant de 18 à 36 communes.

### Intercommunalité
La commune était membre jusqu'au 1er janvier 2013 de la communauté de communes des Étangs.
À cette date, elle intègre la communauté de communes Plaines et Forêts d'Yveline, qui se transforme en communauté d'agglomération sous le nom de Rambouillet Territoires Communauté d’Agglomération. Celle-ci fusionne avec la communauté de communes Contrée d'Ablis-Porte des Yvelines et  la communauté de communes des Étangs, formant le 1er janvier 2017 la communauté d'agglomération Rambouillet Territoires.

### Liste des maires
| Période                                  | Période                       | Identité            | Étiquette | Qualité |
| ---------------------------------------- | ----------------------------- | ------------------- | --------- | --- |
| Les données manquantes sont à compléter. |                               |                     |           | |
| 1908                                     | 1925                          | Henri de Rothschild |           | Baron, banquier                                                                                                  |
| 1925                                     | 1934                          | Henri de Rothschild |           | Baron, banquier                                                                                                  |
| 1934                                     | 1935                          | Henri de Rothschild |           | Baron, banquier                                                                                                  |
| 1935                                     | 1945                          | Émile Lhéritier     |           | |
| 1945                                     | 1965                          | Marcel Bodenan      |           | |
| 1965                                     | 1971                          | Félix Lévitan       |           | Directeur de la Société du Tour de France                                                                        |
| 1971                                     | 1980                          | Bernard Lévêque     |           | |
| 1980                                     | 1983                          | Christine Boutin    | UDF       | Conseillère générale puis départementale de Rambouillet (1982 → ) Adjointe au maire de Rambouillet (1983 → 2001) |
| 1983                                     | 1989                          | Jérôme Broussard    |           | |
| 1989                                     | 2001                          | Michel Mac Grath    |           | |
| 2001                                     | En cours (au 16 juillet 2020) | Daniel Bonte        | Divers    | Vice-président de Rambouillet Territoires (2017 → ) Réélu pour le mandat 2020-2026,                              |

## Population et société

### Démographie

#### Évolution démographique
L'évolution du nombre d'habitants est connue à travers les recensements de la population effectués dans la commune depuis 1793. Pour les communes de moins de 10 000 habitants, une enquête de recensement portant sur toute la population est réalisée tous les cinq ans, les populations de référence des années intermédiaires étant quant à elles estimées par interpolation ou extrapolation. Pour la commune, le premier recensement exhaustif entrant dans le cadre du nouveau dispositif a été réalisé en 2008.

En 2022, la commune comptait 1 967 habitants, en évolution de −1,16 % par rapport à 2016 (Yvelines : +2,72 %, France hors Mayotte : +2,11 %).
| 1793 | 1800 | 1806 | 1821 | 1831 | 1836 | 1841 | 1846 | 1851 |
| ---- | ---- | ---- | ---- | ---- | ---- | ---- | ---- | ---- |
| 533  | 455  | 537  | 494  | 527  | 518  | 517  | 507  | 540  |

| 1856 | 1861 | 1866 | 1872 | 1876 | 1881 | 1886 | 1891 | 1896 |
| ---- | ---- | ---- | ---- | ---- | ---- | ---- | ---- | ---- |
| 512  | 516  | 510  | 477  | 504  | 531  | 604  | 554  | 654  |

| 1901 | 1906 | 1911 | 1921 | 1926 | 1931 | 1936 | 1946 | 1954 |
| ---- | ---- | ---- | ---- | ---- | ---- | ---- | ---- | ---- |
| 721  | 740  | 733  | 696  | 666  | 839  | 525  | 641  | 552  |

| 1962 | 1968 | 1975  | 1982  | 1990  | 1999  | 2006  | 2008  | 2013  |
| ---- | ---- | ----- | ----- | ----- | ----- | ----- | ----- | ----- |
| 622  | 750  | 1 544 | 1 729 | 1 925 | 1 859 | 1 940 | 1 963 | 1 966 |

| 2018  | 2022  | - | - | - | - | - | - | - |
| ----- | ----- | - | - | - | - | - | - | - |
| 1 973 | 1 967 | - | - | - | - | - | - | - |

#### Pyramide des âges
En 2018, le taux de personnes d'un âge inférieur à 30 ans s'élève à 31,4 %, soit en dessous de la moyenne départementale (38,0 %). À l'inverse, le taux de personnes d'âge supérieur à 60 ans est de 29,0 % la même année, alors qu'il est de 21,7 % au niveau départemental.
En 2018, la commune comptait 992 hommes pour 981 femmes, soit un taux de 50,28 % d'hommes, légèrement supérieur au taux départemental (48,68 %).
Les pyramides des âges de la commune et du département s'établissent comme suit.
| Hommes | Classe d’âge | Femmes |
| ------ | ------------ | ------ |
| 0,4    | 90 ou +      | 0,1    |
| 6,8    | 75-89 ans    | 9,9    |
| 20,3   | 60-74 ans    | 20,6   |
| 23,9   | 45-59 ans    | 23,4   |
| 15,2   | 30-44 ans    | 16,7   |
| 15,7   | 15-29 ans    | 11,6   |
| 17,7   | 0-14 ans     | 17,6   |

| Hommes | Classe d’âge | Femmes |
| ------ | ------------ | ------ |
| 0,6    | 90 ou +      | 1,4    |
| 6      | 75-89 ans    | 7,8    |
| 13,5   | 60-74 ans    | 14,8   |
| 20,7   | 45-59 ans    | 20,1   |
| 19,6   | 30-44 ans    | 19,9   |
| 18,5   | 15-29 ans    | 16,8   |
| 21,2   | 0-14 ans     | 19,2   |

### Enseignement
Auffargis comprend une école maternelle et une école primaire.

### Sports
Depuis 2003, Auffargis est le point de départ et d'arrivée d'une course d'endurance, le trail de la Vallée de Chevreuse, particulièrement réputée pour son profil en « dents de scie », alternant de fortes côtes et des descentes abruptes avec très peu de plat. L'édition 2006 proposait deux itinéraires de 16 et 53 km[réf. nécessaire].

### Manifestations culturelles et festivités
La fête du village a lieu chaque année fin juin. C'est l'occasion de tirer un feu d'artifice[réf. nécessaire].
Au printemps a lieu chaque année une foire aux plantes, la « Fête des Plantes ». Prenant de l'ampleur, la manifestation, qui avait initialement lieu au foyer rural du village, a déménagé depuis 2000 dans une des fermes du bourg de Saint-Benoît[réf. nécessaire].

## Économie
À Auffargis, l'agriculture compte (lors du recensement agricole de l'an 2000) neuf exploitations agricoles (contre 14  en 1988) qui occupent 27 actifs (équivalent temps plein). Les surfaces agricoles couvrent  369 hectares, dont 210 de terres labourables et 156 de prairie (surfaces toujours en herbe).
La commune compte un centre écotoxicologique de l'Office français de la biodiversité, implanté au bourg de Saint-Benoît.

## Culture locale et patrimoine

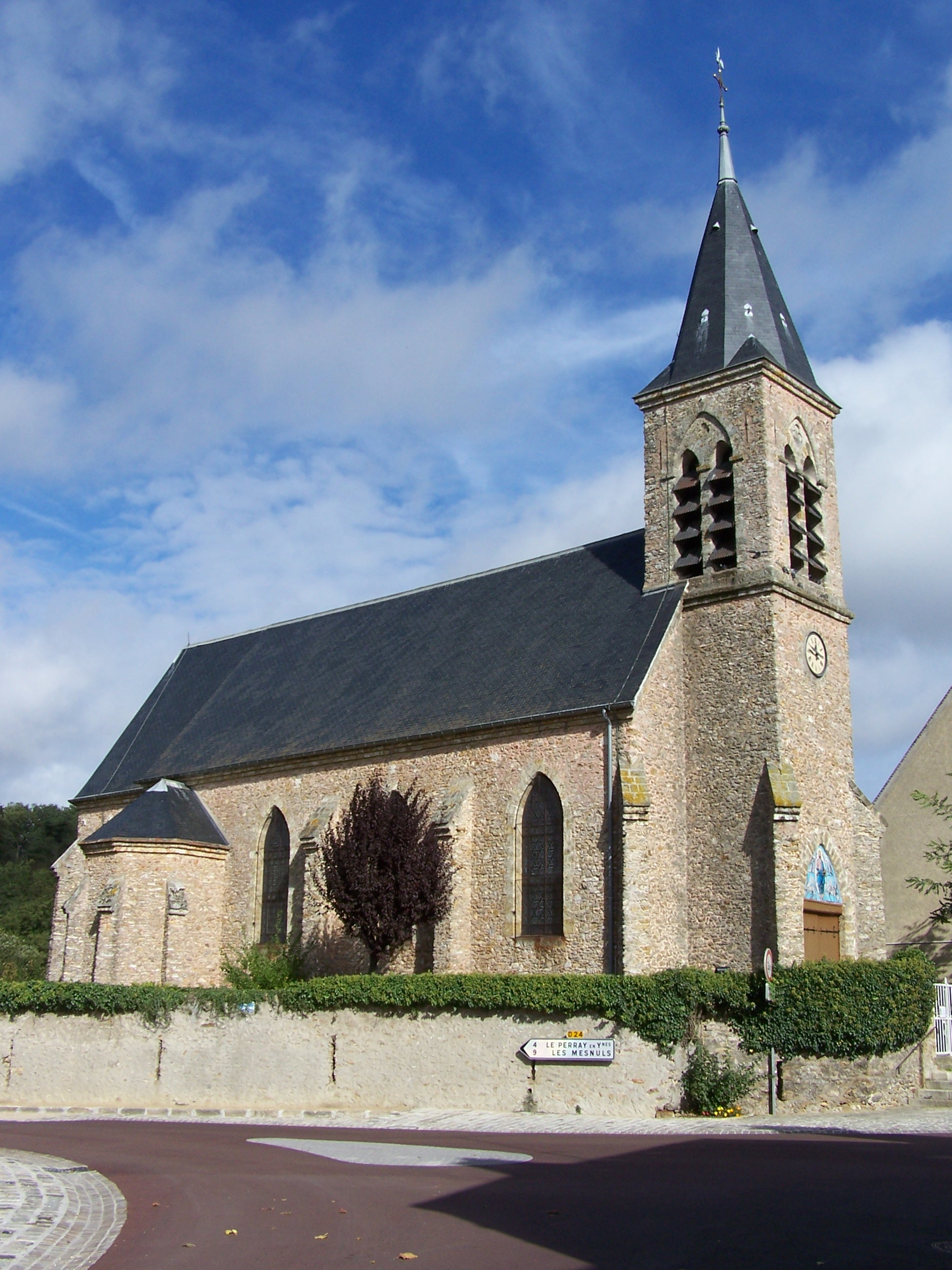
L'église Saint-André.

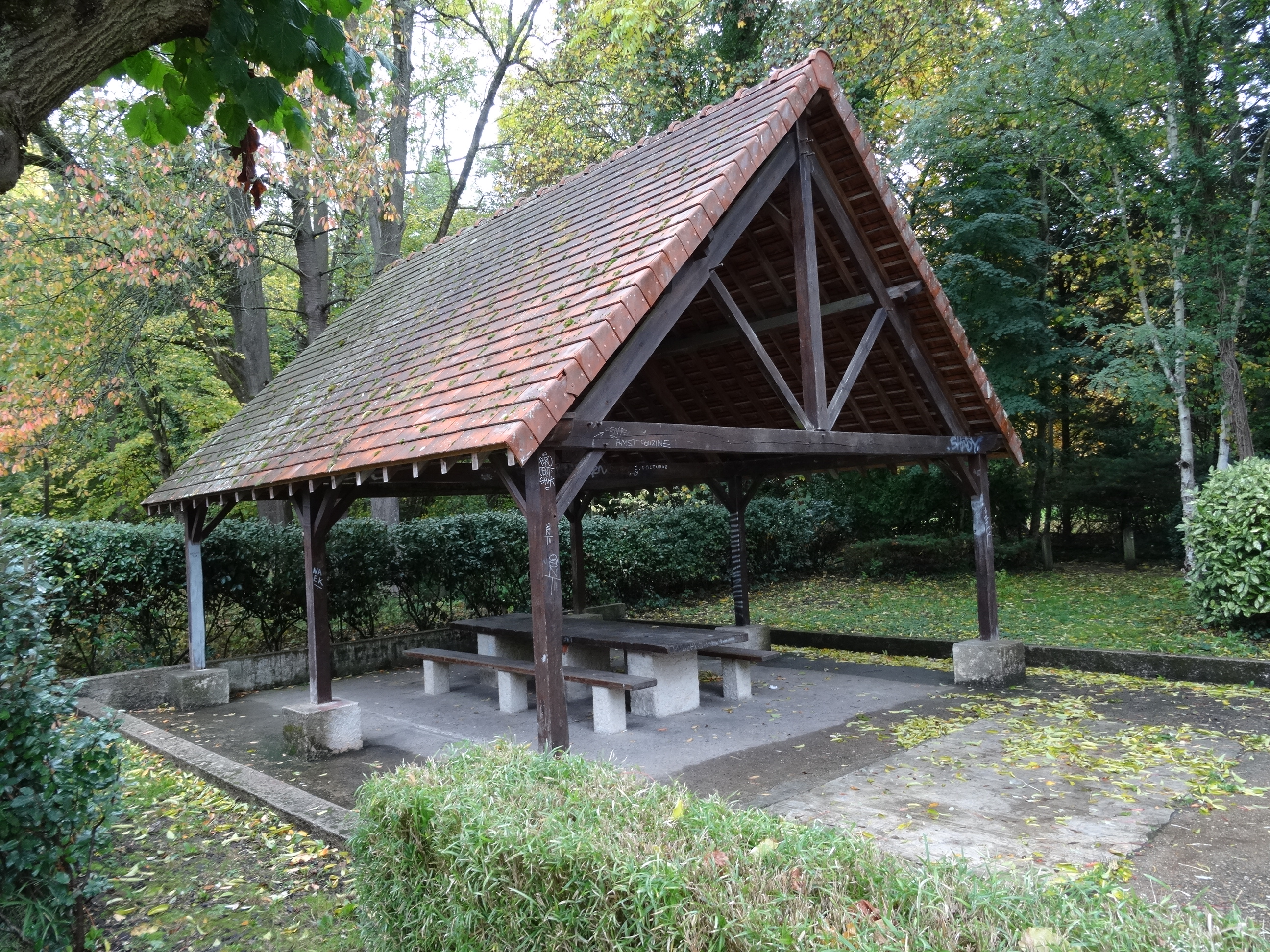
Ancien lavoir transformé en abri.

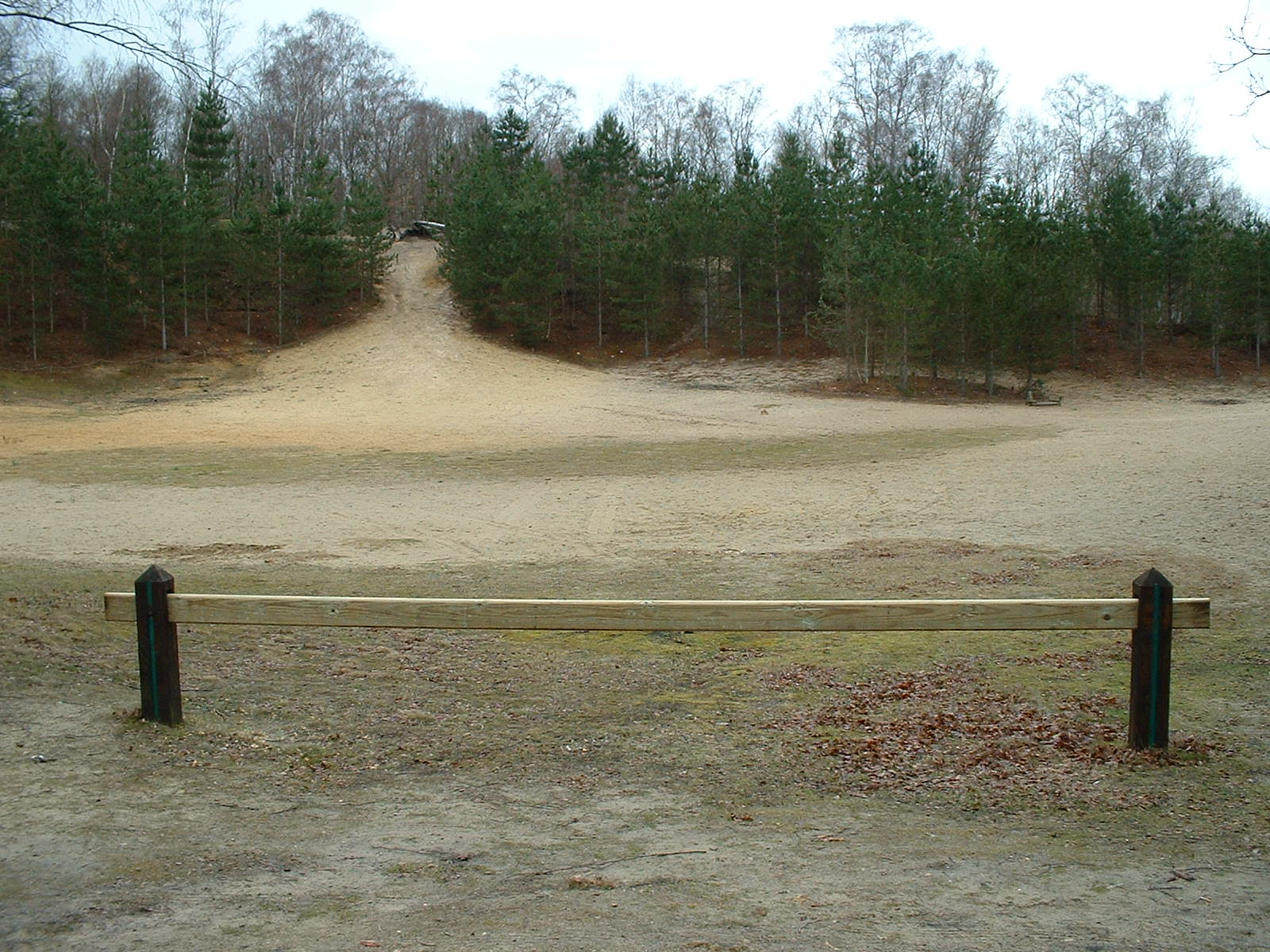
La sablière d'Auffargis.

### Lieux et monuments
- Dans le centre du village, quelques maisons datent d'avant la Révolution française.
- L'église Saint-André, démolie après la Révolution, a été reconstruite vers 1850.
- Château du XIXe siècle : corps de logis flanqué de tours rondes coiffées en cône.
- Partie des bâtiments de l'ancienne abbaye des Vaux-de-Cernay.
- Lavoir de la Fontaine du Roi.
- Fontaine du XVIIIe siècle en pierre meulière.
- Maison du XVIIe siècle avec cave voûtée.
- Croix de Saint-Benoît en chêne, érigée sur un socle gallo-romain, au bourg de Saint-Benoît.
- La Sablière a fait l'objet de tournages de scènes du film de La Guerre des boutons (1962)[37].

### Personnalités liées à la commune
- Maureen Kearney, cadre et syndicaliste du leader mondial du nucléaire Areva,  qui a dénoncé les manœuvres politico-économiques de l'affaire Maureen Kearney, subissant un viol avec actes de barbarie à son domicile d'Auffargis en décembre 2012[38],[39], drame qui a inspiré le livre-enquête La Syndicaliste, de Caroline Michel-Aguirre, cheffe du service investigation à L'Obs, et son adaptation éponyme, La Syndicaliste, thriller franco-allemand réalisé par Jean-Paul Salomé, sorti en salles de cinéma 2023.

- François Roberday (1624-1680). Né à Paris, vit à Auffargis (au Val-Guérin) à partir de 1672 et y meurt d'une épidémie de 'peste'. Fils de François Roberday, orfèvre du roi. Est lui-même orfèvre du roi (Louis XIV), valet de chambre de la reine (Anne d'Autriche puis Marie-Thérèse d'Autriche). Organiste et compositeur : il est l'auteur d'un livre de Fugues et Caprices pour l'orgue ou les violes.
- François Szisz (1873-1944), pilote automobile français d'origine hongroise, mort à Auffargis.
- Robert Benoist (1895-1944), né dans le bourg de Saint-Benoît, pilote automobile et héros de la Seconde Guerre mondiale, mort en déportation à Buchenwald.
- Jean Rochefort (1930-2017), acteur français, propriétaire du haras de Villequoy[40].
- Christine Boutin (1944), femme politique, ancienne ministre, ancienne maire d'Auffargis et députée des Yvelines 10e circonscription, conseillère générale puis départementale de Rambouillet.

## Tournages de cinéma
- Une grande partie des scènes de La Syndicaliste, thriller franco-allemand réalisé par Jean-Paul Salomé et sorti en salles de cinéma 2023, ont été tournées à Auffargis, en particulier dans la maison de Maureen Kearney, cadre et syndicaliste du leader mondial du nucléaire Areva,  qui a dénoncé les manœuvres politico-économiques de l'affaire Maureen Kearney, subissant un viol avec actes de barbarie à son domicile d'Auffargis en décembre 2012[38],[39].